# 西梅翁·库巴
西梅翁·库巴·萨拉比亚（西班牙語：Simeón "Willy" Cuba Sanabria；1935年1月15日—1967年10月9日），也被称为“维利”（Willy），玻利维亚共产党员，是尼阿卡瓦苏游击队成员，1967年与切·格瓦拉一起在玻利维亚拉伊格拉遭到抓捕被处死。